# Мурамото, Тацухиро
Тацухиро Мурамото (яп. 村元 辰寛, 4 сентября 1976, Нагасаки) — японский дзюдоист тяжёлой весовой категории, выступал за сборную Японии во второй половине 1990-х — первой половине 2000-х годов. Чемпион Азии, чемпион Восточноазиатских игр в Осаке, победитель многих турниров национального и международного значения.

## Биография
Тацухиро Мурамото родился 4 сентября 1976 года в городе Нагасаки одноимённой префектуры. Активно заниматься дзюдо начал в возрасте шести лет, позже проходил подготовку в студенческой команде во время обучения в Университете Тэнри, состоял в дзюдоистской команде при компании Asahi Kasei.
Впервые заявил о себе в сезоне 1994 года, когда в тяжёлом весе выиграл бронзовую медаль на юниорском чемпионате мира в Каире. Два года спустя стал вторым на Кубке Мацутаро Сорики в Токио и третьим на молодёжном мировом первенстве в Порту. Ещё через год в абсолютной весовой категории получил серебро на чемпионате Японии и бронзу на Кубке Кодокан. В 1998 году удостоился бронзовой медали на этапе Кубка мира в Париже и серебряной медали в зачёте национального первенства в Фукуоке.
Первого по-настоящему серьёзного успеха на международном уровне добился в 1999 году, когда попал в основной состав японской национальной сборной и побывал на тихоокеанском чемпионате по дзюдо в Тайбэе, откуда привёз сразу две награды золотого достоинства, выигранные в обеих весовых категориях, тяжёлой и абсолютной. Помимо этого, он добавил в послужной список бронзовую медаль с Кубка мира в Мюнхене и с Кубка Дзигоро Кано в Токио. В следующем сезоне дошёл до финала в программе первенства Японии и выступил на домашнем чемпионате Азии в Осаке, где в абсолютной весовой категории взял верх над всеми своими соперниками, в том числе над иранцем Махмудом Мираном, и завоевал тем самым золотую медаль. Ожидалось, что он примет участие в летних Олимпийских играх в Сиднее, однако из-за травмы колена он не смог этого сделать.
В 2001 году на чемпионате Японии Мурамото был вторым в тяжёлом весе и третьим в абсолютной весовой категории. Выиграл бронзовую медаль на международном турнире в корейском Чеджу и благодаря череде удачных выступлений удостоился права защищать честь страны на домашних Восточноазиатских играх в Осаке, где в категории свыше 100 кг тоже одолел всех оппонентов. Через год отметился победой на Кубке Дзигоро Кано в Токио и третьим местом на международном турнире класса «А» в Париже. Последний раз показал сколько-нибудь значимые результаты на международной арене в сезоне 2003 года, когда выиграл бронзовые медали на Кубке Дзигоро Кано и на этапе Кубка мира в Тбилиси, тогда как в зачёте Суперкубка мира в Москве стал только седьмым. В 2005 году Мурамото добился серебряной награды на чемпионате Японии в Токио и вскоре по окончании этих соревнований принял решение завершить карьеру профессионального спортсмена.
Начиная с 2009 года работает тренером по дзюдо в Университете здравоохранения и спортивных наук Осаки.